# Župnija Javorje nad Škofjo Loko
Župnija Javorje nad Škofjo Loko je rimskokatoliška teritorialna župnija dekanije Škofja Loka nadškofije Ljubljana.